# Catephia diphteroides
Catephia diphteroides är en fjärilsart som beskrevs av Moore 1885. Catephia diphteroides ingår i släktet Catephia och familjen nattflyn. Inga underarter finns listade i Catalogue of Life.